# Bidens chippii
Bidens chippii là một loài thực vật có hoa trong họ Cúc. Loài này được (M.B.Moss) Mesfin mô tả khoa học đầu tiên năm 1984.